# Reinhard Förtsch

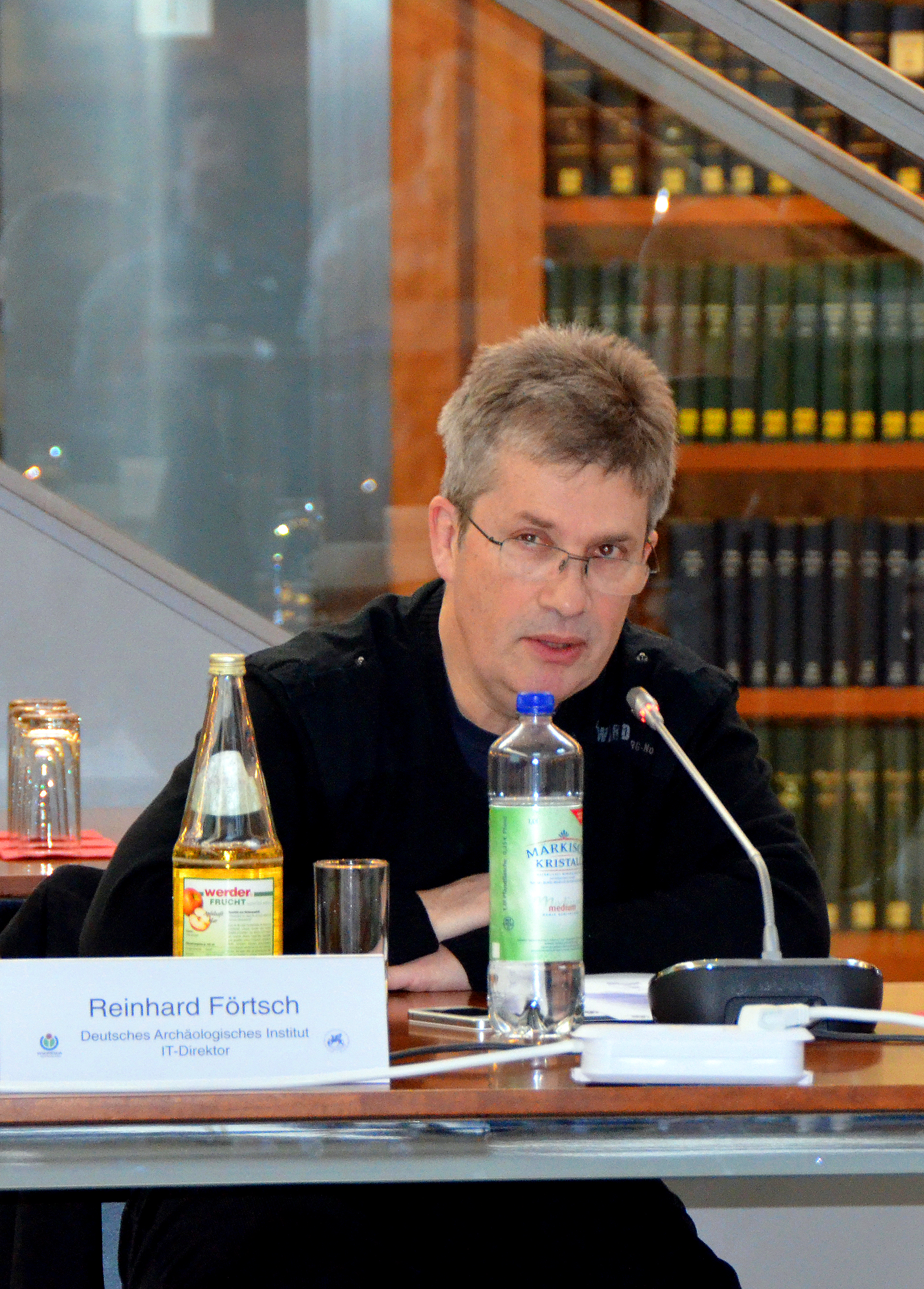
Reinhard Förtsch auf dem Symposium „Wikidata trifft Archäologie“ am 16. März 2013 in Berlin

Reinhard Förtsch (* 15. Oktober 1958) ist ein deutscher Klassischer Archäologe.
Reinhard Förtsch wurde 1989 an der Universität Göttingen bei Klaus Fittschen mit der Dissertation Archäologischer Kommentar zu den Villenbriefen des jüngeren Plinius promoviert. Anschließend wurde er Hochschulassistent am Archäologischen Institut der Universität zu Köln. Von 1989 bis 1990 war Förtsch mit Hilfe eines Reisestipendiums des Deutschen Archäologischen Instituts im Mittelmeerraum unterwegs und anschließend wieder Hochschulassistent in Köln. Dort erfolgte 1994 auch die Habilitation mit der Arbeit Kunstverwendung und Kunstlegitimation im archaischen und frühklassischen Sparta, 2001 ausgezeichnet mit dem Offermann-Hergarten Preis der Universität zu Köln. Seit 1996 leitete Förtsch das Forschungsarchiv für Antike Plastik an der Universität zu Köln, 2010 umbenannt in Kölner Arbeitsstelle für Digitale Archäologie/CoDArchLab. Daneben lehrt er als außerplanmäßiger Professor an der Universität Köln. Von August 2012 bis zu seinem vorgezogenen Ruhestand im Oktober 2021 war er Wissenschaftlicher Direktor für Informationstechnologien an der Zentrale des Deutschen Archäologischen Instituts in Berlin.
Zentrales Projekt war – bis zum Oktober 2021 – der Beginn des Aufbaus der iDAI.world, einem ersten Ansatz für eine webbasierte digitale Forschungsumgebung des DAI, darunter der archäologischen Objektdatenbank Arachne. Sie stand im Zusammenhang mit der Konzeption einer auf Semantic Web-Technologien basierenden, integrierten archäologischen Informationsumgebung innerhalb des Deutschen Archäologischen Instituts. Jegliche Veränderungen seit Oktober 2021 werden von ihm nicht mehr verantwortet.
Förtsch ist Ordentliches Mitglied des Deutschen Archäologischen Instituts und war von Juli 2011 bis Juli 2012 Berater des Generalsekretärs des DAI beim Aufbau einer Säule der wissenschaftlichen Informationsverarbeitung. 1996 bis 2012 war er Herausgeber der wissenschaftlichen Monographienreihe Monumenta Artis Romanae und erhielt einen Google Digital Humanities Award für das Projekt »Validating Metadata-Patterns for Google Books' Ancient Places and Sites«. Im Februar 2010 hielt er an der Tufts University die Miriam S. Balmuth Lectures: Classical Culture as Digital Information, Languages of Materiality.
Im Akademischen Jahr 2011/2012 war er professore visitatore an der Università di Roma Tor Vergata, Dipartimento di Antichità e Tradizione Classica.

## Schriften
- Archäologischer Kommentar zu den Villenbriefen des jüngeren Plinius. von Zabern, Mainz 1993, ISBN 3-8053-1317-9 (Beiträge zur Erschließung hellenistischer und kaiserzeitlicher Skulptur und Architektur, Band 13).
- Kunstverwendung und Kunstlegitimation im archaischen und frühklassischen Sparta. von Zabern, Mainz 2001, ISBN 3-8053-2736-6.